# Tớ muốn ăn tụy của cậu (phim)
Tớ muốn ăn tụy của cậu (Nhật: 君の膵臓をたべたい Hepburn: Kimi no Suizo wo Tabetai) là phim điện ảnh lãng mạn bi kịch Nhật Bản ra mắt năm 2017 với sự góp mặt Hamabe Minami, Kitamura Takumi, Kitagawa Keiko và Oguri Shun. Phim được đạo diễn bởi Tsukikawa Sho, nội dung phim dựa trên tiểu thuyết cùng tên Tớ muốn ăn tụy của cậu của Sumino Yoru được xuất bản năm 2015. Anime cùng tên Tớ muốn ăn tụy của cậu được công chiếu tại Việt Nam vào ngày 25 tháng 1 năm 2019.

## Diễn viên
- Hamabe Minami trong vai Yamauchi Sakura
- Kitamura Takumi trong vai Shiga Haruki
- Oguri Shun trong vai Shiga Haruki  (12 năm sau)
- Kitagawa Keiko trong vai Kyōko (12 năm sau)
- Ōtomo Karen trong vai Kyōko
- Yamoto Yūma trong vai Gamu-kun
- Kamiji Yusuke trong vai Gamu-kun (12 năm sau)
- Sakurada Dori trong vai Takahiro
- Morishita Daichi trong vai Kuriyama
- Nagano Satomi trong vai mẹ của Sakura

## Giải thưởng
| Giải thưởng                               | Hạng mục                        | Đề cử                  | Kết quả   |
| ----------------------------------------- | ------------------------------- | ---------------------- | --------- |
| Giải thưởng phim Hochi lần thứ 42         | Phim điện ảnh xuất sắc nhất     | Tớ muốn ăn tụy của cậu | Đề cử     |
| Giải thưởng phim Hochi lần thứ 42         | Diễn viên nam phụ xuất sắc nhất | Oguri Shun             | Đề cử     |
| Giải thưởng phim Hochi lần thứ 42         | Diễn viên triển vọng xuất sắc   | Hamabe Minami          | Đoạt giải |
| Giải thưởng phim Hochi lần thứ 42         | Diễn viên triển vọng xuất sắc   | Kitamura Takumi        | Đoạt giải |
| Giải thưởng phim Nikkan Sports lần thứ 30 | Phim điện ảnh xuất sắc nhất     | Tớ muốn ăn tụy của cậu | Đề cử     |
| Giải thưởng phim Nikkan Sports lần thứ 30 | Diễn viên chính xuất sắc nhất   | Hamabe Minami          | Đề cử     |
| Giải thưởng phim Nikkan Sports lần thứ 30 | Diễn viên triển vọng xuất sắc   | Hamabe Minami          | Đoạt giải |
| Giải thưởng phim Nikkan Sports lần thứ 30 | Diễn viên triển vọng xuất sắc   | Kitamura Takumi        | Đề cử     |
| Giải thưởng phim Mainichi lần thứ 72      | Diễn viên triển vọng xuất sắc   | Kitamura Takumi        | Đề cử     |
| Giải thưởng phim Mainichi lần thứ 72      | Diễn viên triển vọng xuất sắc   | Hamabe Minami          | Đề cử     |
| Giải thưởng phim Blue Ribbon lần thứ 60   | Phim điện ảnh xuất sắc nhất     | Tớ muốn ăn tụy của cậu | Đề cử     |
| Giải thưởng phim Blue Ribbon lần thứ 60   | Diễn viên nam phụ xuất sắc nhất | Oguri Shun             | Đề cử     |
| Giải thưởng phim Blue Ribbon lần thứ 60   | Diễn viên triển vọng xuất sắc   | Hamabe Minami          | Đề cử     |
| Giải thưởng phim Blue Ribbon lần thứ 60   | Diễn viên triển vọng xuất sắc   | Kitamura Takumi        | Đề cử     |
| Giải thưởng phim Tokyo Sports lần thứ 27  | Diễn viên triển vọng xuất sắc   | Hamabe Minami          | Đề cử     |
| Giải thưởng phim Tokyo Sports lần thứ 27  | Diễn viên triển vọng xuất sắc   | Kitamura Takumi        | Đề cử     |
| Giải Viện Hàn lâm Nhật Bản lần thứ 41     | Phim điện ảnh xuất sắc nhất     | Tớ muốn ăn tụy của cậu | Đề cử     |
| Giải Viện Hàn lâm Nhật Bản lần thứ 41     | Diễn viên triển vọng xuất sắc   | Hamabe Minami          | Đoạt giải |
| Giải Viện Hàn lâm Nhật Bản lần thứ 41     | Diễn viên triển vọng xuất sắc   | Kitamura Takumi        | Đoạt giải |